# Zadnia Polana (Grupa Wielkiego Chocza)
Zadnia Polana (słow. Zadná poľana, ok. 1260–1275 m n.p.m.) – niewielka, częściowo zarastająca już polana w grupie Wielkiego Chocza, w Górach Choczańskich w północnej Słowacji.

## Położenie
Znajduje się w najdłuższym grzbiecie grupy Wielkiego Chocza, formującym się w rejonie Pośredniej Polany, u zachodniej podstawy kopuły szczytowej Wielkiego Chocza i biegnącym generalnie na południe i południowy wschód. Zajmuje siodło grzbietu pomiędzy kopulastą Kýčerą (1309 m n.p.m.) na północy i rozrogiem Zadniego Chocza na południu.

## Turystyka
Polana jest często odwiedzana przez turystów, ponieważ wspomnianym grzbietem biegną przez nią niebieskie  znaki szlaku turystycznego z Rużomberku na Pośrednią Polanę pod Wielkim Choczem. Po wschodniej stronie grzbietu, w lesie poniżej polany (już na stokach pierwszego spiętrzenia Zadniego Chocza), znajduje się niezbyt obfite źródło – ostatnie przed szczytem Wielkiego Chocza.

## Schronisko Hviezdoslava
Na skraju polany, przy ścieżce do wspomnianego źródła, istniało jedyne schronisko turystyczne, jakie kiedykolwiek powstało w Górach Choczańskich – schronisko Hviezdoslava (słow. Hviezdoslavova útulňa), nazwane na cześć wybitnego obywatela Orawy, poety Pawła Országha Hviezdoslava.
Schronisko wybudował Oddział Klubu Czechosłowackich Turystów z Dolnego Kubina przy wydatnej pomocy żołnierzy tamtejszego 3 Batalionu z 1 Pułku Górskiego. Budowa rozpoczęła się 24 czerwca 1924 r. Drewno na budowę ofiarowali bezpłatnie właściciele lasów z Jasenovéj i Valaskéj Dubovéj. Cegły i deski wynosili na plac budowy żołnierze, natomiast cement, wapno czy gonty - juczne osły. Prawie codziennie na budowie pracowało 300-500 osób. Budową kierował sędzia J. Kofroň.
Schronisko otwarto 28 września 1924 r., gdy dowódca 1 Pułku Górskiego, ppłk. Skála uroczyście przekazał klucze do obiektu prezesowi Oddziału KČST w Dolnym Kubinie, dr. Smetanayowi.
Zrębowa, piętrowa budowla z krytą werandą miała 20 łóżek w 3 izbach. Był to właściwie schron samoobsługowy, do którego klucz pobierało się w siedzibie Oddziału w Dolnym Kubinie. Jedynie latem doglądał go baca z Valaskéj Dubovéj, pasący na Pośredniej Polanie. Schronisko wypaliły wojska niemieckie w grudniu 1944 r. Dziś przypominają je jedynie coraz słabiej rozpoznawalne ślady fundamentów i niewielka tablica pamiątkowa.